# Château de la Béchère
Le château de la Béchère, ou château de la Beschère ou encore château de la Bessière, est un ancien édifice situé à Deux-Évailles en Mayenne. Le chartrier de la Beschère contient dix-huit chapitres. Cet inventaire est fort précieux pour l'histoire locale. Il est conservé aux Archives départementales de la Mayenne, à la suite d'un don de Guillaume-François d'Ozouville.

## Description

### Ruines de l'ancien château
L'abbé Angot, décrit ainsi Béchère : « Le château, dont les ruines sont encore curieuses, consistait en un corps principal flanqué aux angles de la façade de deux pavillons. La rivière de Deux-Évailles remplissait les fossés sur trois côtés et l'entrée était protégée par un mur percé de meurtrières. La chapelle occupait le dessus du portail à porche en plein cintre encore debout ». ».
La Béchère comprenait en 1618, suivant une déclaration de Louis de Beauvau, « maison forte, terre, fief, seigneurie, maison, grange, greniers, escuiries, estables à bestes, fournil, court, yssues, jardrins, vergers estant devant et alentour, touche de bois de haute futaye derrière la dite maison, estang et champ de Barbalou les Marmotières où sont les plesses à clapiers, meurgers les Hauts-Vesprés où il y a aussi glappiers, meurgers, plesses à connins l'estang de Moitry et l'estang neuf réduits en prés, la métairie de la Borderie, partie du bois de Gerenne, la métairie de Mérolles ».

### Situation actuelle
La ferme comprend une partie de l'édifice, dont les ruines, sont imposantes et remarquables. La chapelle, établie au-dessus de la porte principale de la cour, avait des fenêtres du XIVe siècle; le portail au contraire était en plein cintre.

## Histoire
La Béchère relevait en partie du duché de Mayenne et en partie de Thuré. Il avait droit de haute, moyenne et basse justice, sans que l'on ne voit pas que ce droit ait jamais été mis en exercice. Il n'y avait pas d'autre officier que le procureur fiscal.
Les fiefs de la Beschère s'étendaient sur la presque totalité de la paroisse de Deux-Evailles et sur plusieurs terres de Gesnes, Commer, Bais et Martigné.
Cette terre appartenait, de 1200 à 1350 environ, à la famille de Deux-Evailles. En 1350, elle est portée en mariage par Marguerite de la Beschère à Jean Bois-Guémars ou Glamard, mort sans enfant, et, par un second mariage à Guillaume Bessonneau. Les possesseurs successifs, seront les Deux-Evailles, les Bessonneau et les Beauvau.
Le château fut, sans doute, ruiné, pendant la guerre de Cent Ans, à laquelle le seigneur Pierre de Beauvau prrend part. La Béchère n'était pas une forteresse, mais une maison fortifiée, dans une presqu'ile.

## Seigneurs
Le seigneur de la Béchère était patron de l'église paroissiale de Deux-Evailles.

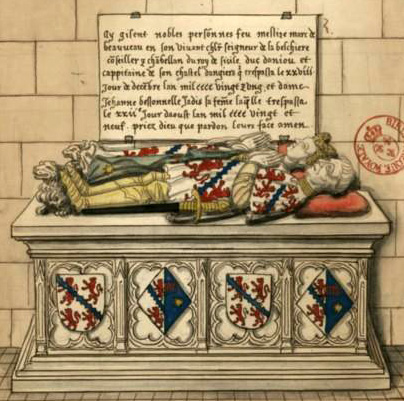
Marc de Beauvau, gisant de l'église, relevé pour Gaignières.

- Payen de Deux-Evailles

### Famille de Beauvau
- Mathieu III de Beauvau (?-18 décembre 1421), époux de Jeanne Bessonneau, fondateur d'une branche cadette de la famille de Beauvau(il est le frère cadet de Jean II, le père de Pierre de Beauvau) reçoit la seigneurie de La Bessière (Beschère)qui servit d'abord à désigner cette branche. Il est écuyer d'écurie du roi de Sicile Louis II d'Anjou, capitaine du château de Tarente au royaume de Naples, capitaine du château d'Angers, et gouverneur du comté de Roucy. Il est inhumé à l'église des Dominicains d'Angers.
- Pierre de Beauvau du Rivau (?-1453), fils du précédent, premier chambellan de Charles VII, épousa en 1438 Anne de Fontenay, dame du Rivau et de St-Cassien (à Angliers), qui porta cette seigneurie dans la famille de Beauvau ainsi que le château du Rivau en Anjou qui lui resta jusqu'en 1685. En 1442 il fit reconstruire le château du Rivau, à 15 km de la résidence du Dauphin Charles VII à Chinon). Il sert sous le règne de Charles VII, dans la guerre contre les Anglais sous Jean II de Lorraine, en 1450, puis sous Jean de Dunois. Pierre de Beauvau est mort en 1453 des blessures reçues à Castillon.
- René de Beauvau du Rivau (?-25 mars 1510), fils du précédent, écuyer de Charles IV du Maine, comte du Maine. Il est capitaine de la ville de Mayenne. Il épousa en 1481 Antoinette de Montfaucon, et en secondes noces Alix de Beauvau, sœur consanguine d'Isabeau de Beauvau, épouse de Jean VIII de Bourbon-Vendôme, comte de Vendôme.
- François Ier de Beauvau du Rivau, fils de René, et d'Antoinette de Montfaucon. Capitaine de 50 hommes d'armes, il meurt sans postérité.
- Antoine de Beauvau du Rivau, fils de René, et d'Alix de Beauvau.
- Gabriel de Beauvau du Rivau, fils du précédent. Il se trouva à la Bataille de Saint-Denis en 1567. Il épousa Marguerite Foucault, dame de la Salle, puis Françoise du Frêne, puis Françoise de la Jaille
- Jacques de Beauvau du Rivau, (?- mars 1592), , fils de Gabriel, et de Françoise de la Jaille. Il sert sous les rois Henri III, et Henri IV. Il se trouve à la Bataille d'Arques où il est blessé. Chevalier des Ordres du roi en janvier 1592. Il est blessé par un parti de la Ligue, près de Poitiers et meurt peu après.
- Jacques II de Beauvau du Rivau, gentilhomme-ordinaire de la Chambre du roi, lieutenant-général en Poitou, époux d'Isabeau de Clermont-Tonnerre. Il sert sous les rois Henri IV, et Louis XIII
- Louis de Beauvau du Rivau, fils du précédent, il épouse en 1621 Louise Dollé  (à tort Dallé, Dobé ou Tulé). Cette dernière vend le domaine à Charles Montesson en 1645.

La branche de Beauvau du Rivau fit souche en Bretagne et donna deux évêques à Nantes. Elle compta notamment :
- Gabriel de Beauvau du Rivau, évêque de Nantes de 1635 à 1668.
- Gilles Jean-François de Beauvau du Rivau, évêque de Nantes de 1679 à 1717, neveu du précédent.
- Pierre-François de Beauvau du Rivau, évêque de Sarlat de 1688 à 1701.
- René François de Beauvau du Rivau (1664-1739), archevêque de Toulouse et de Narbonne, neveu du précédent.

### Famille de Montesson
En 1645, Charles de Montesson se rend acquéreur après le château de la Roche-Pichemer de la Béchère en 1645. Il réunit alors les deux seigneuries qui ne seront plus séparées.

Armes des Montesson : d'argent à 3 quintefeuilles d'azur

- Guy de Montesson, fils de Charles de Montesson, marquis de la Roche-Pichemer[5].
- Jean-Baptiste de Montesson (1646-1731) et son fils, aussi nommé Jean-Baptiste (Jean-Baptiste de Montesson (1687-1769)[6]), habitèrent aussi quelquefois à la Roche-Pichemer.
- Après la mort de ce dernier, par acte du 16 mars 1778, Marie des Nos, épouse de Joseph d'Aliney d'Elva, en son nom et au nom des nombreux cohéritiers de sa branche, vendit le domaine à François et Jean Lilavois, négociants à Port-au-Prince (Saint-Domingue), représentés par leur sœur Marie Lilavois, veuve de Guillaume Foucault de Vauguyon.

### Famille de Hercé, d'Ozouville

Armes des Hercé : d'azur à 3 herses d'or, 2, 1.

- Ce fut la fille de cette dernière, Marie-Françoise Foucault de Vauguyon, épouse de Jean de la Haie de Bellegarde, qui eut ce domaine.
- Marie de la Haie de Bellegarde épouse en 1804 Jean-François de Hercé (°18 février 1776 Mayenne) - † 31 janvier 1849 Nantes), maire de Saint-Ouën-des-Vallons (1804) puis de Laval (1814-1829), enfin évêque de Nantes.

- Leur fille unique, Marie-Lucie de Hercé (° 18 janvier 1800 - † 5 juillet 1840, fondatrice de la Maison des Sœurs de charité à Laval), épouse le 7 septembre 1825 Guillaume-François d'Ozouville (° 16 mai 1794 - † 23 janvier 1859), lui-même maire de Saint-Ouën-des-Vallons de 1827 à 1830 puis de 1850 à sa mort en janvier 1859, fondateur de la nouvelle église de Saint-Ouën-des-Vallons, par ailleurs historien. Commandeur de l'ordre romain de Saint-Grégoire-le-Grand.

## Source
- « Château de la Béchère », dans Alphonse-Victor Angot et Ferdinand Gaugain, Dictionnaire historique, topographique et biographique de la Mayenne, Laval, A. Goupil, 1900-1910 [détail des éditions] (BNF 34106789, présentation en ligne)